# Кливленд
Кли́вленд (англ. Cleveland) — город на северо-востоке США, второй по величине в штате Огайо; главный город округа Кайахога (англ. Cuyahoga). Расположен на южном берегу озера Эри, на реке Кайахога, на международной морской границе между США и Канадой, приблизительно в 100 км к западу от границы со штатом Пенсильвания.

## География
Согласно данным Бюро статистики США, город занимает общую площадь 213,4 км², из которых 201,0 км² приходится на сушу и 12,4 км² — на водные ресурсы. Всего 5,87 % общей площади города занято водой.

## Климат
В Кливленде преобладает влажный континентальный климат (Dfa согласно классификации климатов Кёппена), типичный для большей части центра США, с очень теплым влажным летом и холодной снежной зимой.
Время от времени на город обрушиваются сильные грозы с крупным градом, разрушительными ветрами и торнадо. Наиболее высока вероятность таких опасных погодных явлений весной и в начале лета.
| Показатель                                                                | Янв.  | Фев.  | Март  | Апр.  | Май   | Июнь  | Июль  | Авг.  | Сен.  | Окт.  | Нояб. | Дек. | Год  |
| ------------------------------------------------------------------------- | ----- | ----- | ----- | ----- | ----- | ----- | ----- | ----- | ----- | ----- | ----- | ---- | ---- |
| Абсолютный максимум, °C                                                   | 23    | 25    | 28    | 31    | 34    | 40    | 39    | 39    | 38    | 34    | 28    | 25   | 40   |
| Средний суточный максимум, °C                                             | 2,1   | 3,6   | 8,4   | 15,6  | 21,7  | 26,6  | 28,7  | 27,8  | 24,2  | 17,6  | 10,7  | 4,7  | 16,0 |
| Средняя температура, °C                                                   | −1,6  | −0,5  | 3,8   | 10,2  | 16,2  | 21,3  | 22,9  | 22,8  | 19,1  | 12,8  | 6,7   | 1,3  | 11,3 |
| Средний суточный минимум, °C                                              | −5,4  | −4,6  | −0,7  | 4,9   | 10,8  | 16,2  | 18,5  | 17,7  | 13,9  | 8,1   | 2,6   | −2,1 | 6,7  |
| Абсолютный минимум, °C                                                    | −29   | −27   | −21   | −12   | −4    | −1    | 5     | 3     | 0     | −7    | −18   | −26  | −29  |
| Среднее число солнечных часов в месяц                                     | 101,0 | 122,3 | 167,0 | 216,0 | 263,6 | 294,6 | 307,2 | 262,6 | 219,0 | 169,5 | 89,8  | 67,8 | 2280 |
| Среднее число дней с осадками                                             | 18    | 15    | 15    | 15    | 13    | 12    | 11    | 10    | 10    | 12    | 13    | 16   | 159  |
| Норма осадков, мм                                                         | 76    | 63    | 78    | 95    | 96    | 97    | 93    | 90    | 100   | 91    | 86    | 76   | 1042 |
| Источник: Национальное управление океанических и атмосферных исследований |       |       |       |       |       |       |       |       |       |       |       |      |      |

## История
Место для города было выбрано в 1796 году в ходе топографической экспедиции начальником землеустроительной партии генералом Моисеем (Мозесом) Кливлендом (англ. Moses Cleaveland), на землях Западного резервного района (англ. Western Reserve), которые индейцы ирокезы считали своими и вступили в переговоры. Поселение было названо по фамилии генерала англ. Cleaveland, но в 1831 г. в местной газете Cleveland Advertiser («Кливлендский рекламодатель») первая буква «а» в названии города в заголовке издания была пропущена — она не влияла на английское произношение, но занимала лишнее место в шапке газеты. Так возникло устоявшееся написание на английском названия города Cleveland. Его переняла и более старая местная газета «Геральд».
Первым постоянным жителем города стал сторонник освоения фронтира предприниматель Лоренсо (Лоренцо) Картер (англ. Lorenzo Carter). Он был трактирщиком и построил там первую таверну, ставшую первым общественным заведением поселка, первый склад, первую шхуну для торговли на озере Эри, выполнял функции полицейского констебля в округе и был майором в ополчении штата, а его прислуга сыграла первую местную свадьбу.
Расположенный между Нью-Йорком и Чикаго, Кливленд вырос после Гражданской войны в США и стал важным промышленным и торговым центром с разветвлённой сетью каналов и железных дорог.
В 1870 году Джон Д. Рокфеллер основал компанию Standard Oil в Кливленде. В 1920 году Кливленд был пятым по величине городом в США, и иммигранты (особенно из Восточной и Южной Европы) составляли 30 % населения. Многие афроамериканцы также прибывали в город. В 1919 году во время первой «Красной угрозы» в городе произошли первомайские беспорядки (англ. May Day riots of 1919) со стычками между социалистами и антисоциалистами. Лидером кливлендских социалистов был Чарльз Рутенберг.
В 1922 году в Кливленде открылась Плейхаус-Сквер; примерно тогда же в городе обрел большую популярность джаз. Кливлендская Евклид-авеню (или Юклид-авеню) в этот период стала важным торговым центром в США. Бутлегеры провозили контрабандой алкоголь через границу из Канады. Небоскрёб Терминал Тауэр введен в эксплуатацию в 1930 году.
Индустриализация города создала экологические проблемы. Начиная с 1868 года река Кайахога «загоралась» 13 раз. Пожар в июне 1969 года вынудил город и его мэра Карла Стоукса (англ. Carl Stokes) принять меры. Это событие также привело к национальным реформам американской экологической политики, включая закон о чистой воде (1972 г.) и закон о национальной политике в области окружающей среды. Река Кайахога была очищена и сегодня является примером успеха экологической политики.
Несмотря на то, что упадок тяжёлой промышленности после Второй мировой войны нанёс тяжёлый удар городу, экономику удалось диверсифицировать. Сейчас город предоставляет финансовые, страховые и медицинские услуги, а также высшее образование.

## Население
По данным переписи 2010 года население города составило 396 698 человек. По этому показателю Кливленд занимает 2-е место в штате Огайо и 33-е место по стране в целом. Население Кливленда со всеми пригородами составляет 2 250 871 человек. По этому показателю Кливленд занимает первое место в штате Огайо и 23-е место по стране в целом. В Кливленде и округе Кайахога много иммигрантов, в том числе большая русская диаспора, особенно в Бичвуде, Мейфилд-Хайтсе и Солоне. Начиная с конца XIX века в городе есть большая украинская диаспора(в том числе русины).

## Транспорт
С 1955 года в Кливленде работает метрополитен. Общая длина линий 54 км, количество станций 49, линий — 3.

## Экономика
В городе расположен Федеральный резервный банк Кливленда, который включает в себя штат Огайо, западную часть Пенсильвании, восточную часть Кентукки и северную часть Западной Виргинии.

## Университеты
В Кливленде находится множество университетов и колледжей. Университет штата Огайо в Кливленде находится в центре города и является городским университетом, предлагающим четырехлетнюю программу.
Кейсовский университет Западного резервного района находится в университетском районе города и имеет широкую известность как в стране, так и за рубежом. Это частный университет, в котором занимаются как обучением, так и исследовательской работой. Кливлендский институт искусств и Кливлендский институт музыки также находятся в университетском районе города. Также в городе находятся Огайский колледж педиатрии, Кайахогский муниципальный колледж и Огайский технический колледж.

## Медицина
Кливленд занимает одно из первых мест в США по качеству оказываемых медицинских услуг. Во многом это связано с тем, что в городе базируется всемирно известная Кливлендская клиника — национальный лидер в области кардиологии.

## Культура
В 1936 году, к столетию получения Кливлендом статуса города, в нём была организована международная Выставка Великих озёр.
- Кливлендский оркестр является одним из лучших симфонических оркестров США.
- Художественный музей Кливленда известен своими постоянными экспозициями и временными выставками.
- Зал и музей славы рок-н-ролла посвящён наиболее известным и влиятельным деятелям эпохи рок-н-ролла.
- Кливлендский музей естественной истории
- Плейхаус-Сквер[англ.]
- Рынок западной стороны[англ.]
- Кливлендская публичная библиотека[англ.]

### Русская культура в Кливленде
Многие известные российские и советские деятели культуры приезжали в Кливленд, в том числе Анна Павлова, Сергей Дягилев, Вацлав Нижинский, Фёдор Шаляпин, Сергей Есенин, Владимир Маяковский и Ильф и Петров. Дмитрий Быков, Константин Хабенский, Татьяна Толстая и Владимир Войнович бывали в Кливленде. В 1935 году Американская премьера оперы Дмитрия Шостаковича «Леди Макбет Мценского уезда» состоялась в Кливленде в Северанс-Холле. В 1959 году Анастас Микоян путешествовал в Кливленде и подарил тройку кливлендскому предпринимателю Сайрусу Итону. В парке Рокфеллера в Кливленде есть Кливлендские культурные сады, каждый из которых посвящен группе иммигрантов в городе, в том числе русским американцам. В 2019 году бюст космонавта Юрия Гагарина открыли на Аллее славы Русского культурного сада.

## Архитектура
В городе расположены несколько небоскрёбов, в том числе три здания превышают отметку в 200 метров. Самое высокое здание города (и штата Огайо) — Key Tower (289 метров), за ним следуют Terminal Tower (235 метров) и 200 Public Square (201 метр). В Кливленде также много церквей, таких как русский православный кафедральный собор св. Феодосия.

## Спортивные команды
- «Кливленд Гардианс» — бейсбольная команда
- «Кливленд Браунс» — американский футбол
- «Кливленд Кавальерс» — баскетбольная команда
- «Лейк Эри Монстерз» — хоккейная команда

## Города-побратимы
У Кливленда 23 города-побратима: 
- Египет: Александрия (1977)
- Индия: Бангалор (1975)
- Эфиопия: Бахр-Дар (2004)
- Израиль: Бейт-Шеан (2019)
- Словакия: Братислава (1990)
- Румыния: Брашов (1973)
- Италия: Виченца (2009)
- Россия: Волгоград (1990)
- Польша: Гданьск (1990)
- Ирландия: Западный Мейо (2003)
- Нигерия: Ибадан (1974)
- Литва: Клайпеда (1992)
- Великобритания: Кливленд (1977)
- Гвинея: Конакри (1991)
- Перу: Лима (1964)
- Словения: Любляна (1975)
- Венгрия: Мишкольц (1995)
- Франция: Руан (2008)
- Сальвадор: Сегундо-Монтес (1991)
- Китайская Республика: Тайбэй (1975)
- Албания: Фиер (2006)
- Германия: Хайденхайм-на-Бренце (1977)
- Израиль: Холон (1977)